# 光榮戰役
《光榮戰役》（英語：Glory）是1989年美國南北戰爭史實電影，描述南北戰爭麻薩諸塞州黑人自願組成黑人義勇軍參加北軍，為爭取自由奮戰不懈故事。
馬修·柏德瑞克、丹佐·華盛頓、摩根·費里曼、在這部電影中皆有不俗的演出，而此片更是丹佐·華盛頓的成名作。1989年，電影於第62屆奧斯卡金像獎上獲三個獎項：最佳男配角、最佳攝影及最佳音效獎。

## 剧情简介
羅伯特·古爾德·蕭上尉（馬修·柏德瑞克飾演）在安提頓戰役中幸存下來，被一位叫約翰·羅林斯（摩根·費里曼飾演）的掘墓人送進了野戰醫院，而聯邦軍又再一次從內戰中戰敗。
當羅伯特回到波士頓後，得知亞伯拉罕·林肯總統簽署了解放黑人奴隸宣言，黑人政治家弗雷德里克·道格拉斯計劃籌組一個由非裔美國人所組成的兵團，並請求羅伯特成為這個新兵團的指揮官，羅伯特欣然接受。
聯邦政府最後替羅伯特招募了1100名黑人志願兵，組成马萨諸塞州第54志願步兵團為羅伯特旗下的戰士，但考驗著羅伯特的事情卻接踵而來。首先是渙散的軍心，羅伯特必須從根底消滅，才有辦法讓弟兄在戰場上生存。此舉卻讓同僚質疑，嚴苛的訓練是否為虐待黑人，尤其隊伍當中還有羅伯特從小一起長大的黑人好友托馬斯·瑟爾斯（安祖·寶達飾演）。
其次羅伯特要解決的，是聯邦軍對马萨諸塞州第54志願步兵團的歧視。不但軍備不能按照要求的配給，甚至因此出現逃兵，更甚的是由於他們是黑人的部隊，聯邦軍只願意出七成的薪水雇用，導致羅伯特與旗下將士拒領薪水抗议聯邦軍的決策。羅伯特更帶著兵卒搶劫軍需官，要脅軍需官將應配給的軍服、皮鞋送到軍營。
最後羅伯特要解決的，是聯邦軍不願意讓黑人士兵上戰場，只願意讓他們幹雜活，甚至還放任黑人士兵搶劫邦聯的平民。為了挽救逐漸低下的士氣，也為了不讓自己的弟兄成為強盜與劊子手，羅伯特要脅指揮官將以自己波士頓名門望族的身分，向總統告他貪污舞弊的御狀。
終於，羅伯特與旗下的官兵們如願以償的上戰場，並在南卡羅來納州詹姆士島登陸作戰中，取得第一次光榮的勝利。隨後兩晝夜不眠不休的急行軍，前往華格納堡與喬治·克羅克特·史壯准將（傑伊·桑德斯飾演）會合，進行第二次華格納堡攻防戰。
准將說明，此戰先鋒部隊將會死傷慘重，是吃力不討好的工作，但羅伯特卻毅然決然的志願接下這個任務。經過一夜的修整，羅伯特帶領著由黑人組成的麻塞諸塞省第54志願步兵團，於白人同袍的鼓舞下朝華格納堡開去。羅伯特下馬，與士兵們一起衝鋒，並攻到華格納堡牆下。
就在羅伯特要帶著聯邦軍旗攻上城牆時，卻受到三顆子彈狙擊，命殞華格納堡城下。黑人士兵們見指揮官倒下，不畏死的群起衝鋒，攻佔華格納堡城牆。但就在攻入碉堡內部時，卻面對到邦聯軍的火砲轟炸....
清晨，羅伯特·古爾德·蕭上校，被埋葬在華格納堡之下────與他的黑人弟兄們一同長眠。片尾字幕提到，雖然華格那要塞攻略失敗，麻省54志願步兵團也損失過半，但是他們奮戰的韌性與為了人權參戰的意志，促成聯邦國會決定在全國廣募黑人士兵，應募的戰士多達18萬人一舉扭轉了北軍的頹勢。

## 參注
1. ↑  . Box Office Mojo.   [2022-11-13]. （原始内容存档于2022-11-13）.

## 外部連結
- 開眼電影網上《光榮戰役》的資料（繁體中文）
- 豆瓣电影上《光荣战役》的資料 （简体中文）
- 时光网上《光荣》的資料（简体中文）
- AllMovie上的资料（英文）
- 爛番茄上的資料（英文）
- Box Office Mojo上的資料（英文）
- TCM电影资料库上的资料（英文）
- 互联网电影数据库（IMDb）上的资料（英文）